# Our Love to Admire
Albums de Interpol
Antics
(2004) Interpol
(2010)
Singles
1. The Heinrich Maneuver
Sortie : 7 mai 2007
2. Mammoth
Sortie : 3 septembre 2007

Our Love to Admire est le troisième album du groupe américain de rock indépendant Interpol, publié le 10 juillet 2007, par Capitol Records et Parlophone.

## Liste des chansons
Toutes les chansons sont écrites et composées par Interpol.
| No  | Titre                 | Durée |
| --- | --------------------- | ----- |
| 1.  | Pioneer to the Falls  | 5:41  |
| 2.  | No I in Threesome     | 3:51  |
| 3.  | The Scale             | 3:31  |
| 4.  | The Heinrich Maneuver | 3:35  |
| 5.  | Mammoth               | 4:19  |
| 6.  | Pace Is the Trick     | 4:43  |
| 7.  | All Fired Up          | 3:35  |
| 8.  | Rest My Chemistry     | 5:00  |
| 9.  | Who Do You Think      | 3:12  |
| 10. | Wrecking Ball         | 4:33  |
| 11. | The Lighthouse        | 5:25  |

## Musiciens
- Paul Banks – chant, guitare rythmique
- Daniel Kessler – guitare solo, piano
- Carlos Dengler – basse, claviers
- Sam Fogarino – batterie, percussions